# Anningan
Anningan è il dio della Luna presso le popolazioni Inuit della Groenlandia.

## Storia
Anningan insegue continuamente la sorella, Malina, la dea Sole, in cielo, ma durante questo inseguimento si dimentica di mangiare, e perciò si assottiglia. 
Evidente l'analogia con le fasi lunari, in particolare la mezzaluna. La necessità di soddisfare la sua fame, lo porta a scomparire per tre giorni ogni mese (luna nuova) e poi ritornare pieno per inseguire la sorella di nuovo. Malina vuole rimanere lontano dal suo cattivo fratello, e questo è il motivo per cui i due astri compaiono in tempi diversi.

## Genere
Da rilevare l'inversione del maschile e del femminile rispetto alla maggioranza delle mitologie. Simile situazione si ritrova anche nella mitologia giapponese.